# Grupa addytywna
Grupa addytywna – pojęcie z dziedziny teorii grup, inaczej:
- grupa w zapisie addytywnym – grupa, w której działanie grupowe zapisywane jest za pomocą znaku {\displaystyle +,} branie elementu odwrotnego przez {\displaystyle -,} element neutralny zaś oznaczony jest przez {\displaystyle 0;} według konwencji grupy w zapisie addytywnym zwykle są przemienne.
- grupa dodawania w pewnej strukturze (pierścieniu, ciele itp.) {\displaystyle X} posiadająca działanie addytywne (najczęściej jest to również grupa abelowa), zwykle oznaczana przez {\displaystyle X^{+}.}